# حبه عبد المجيد
عبد المجيد بن محمد بن علي حبه السلمي العقبي المغيري عالم فقيه، مفسر، مؤرخ، نسابة، مدرس، أديب، شاعر، إمام خطيب، مؤلف ومجاهد في ثورة التحرير الجزائرية، ولد بمدينة سيدي عقبة بولاية بسكرة و ترعرع بين أهله بمدينة المغير، ينتهي نسبه إلى قبيلة سُليم العربية.
المولد و النشأة
ولد سنة 1329 هـ/ 1911 م ببلدة سيدي عقبة التابعة لولاية بسكرة و بها نشأ و تعلم حيث أخذ عن كبار شيوخها مثل العلامة البشير بن الصادق عبد رحماني والشيخ محمد بن منصور و الأستاذ الصادق بن الهادي الذي له الفضل الكبير في تكوين شخصيته العلمية والأدبية.
تولى الإمامة و التدريس في جامع عقبة بن نافع، كما كان يقوم بإلقاء دروس التفسير فيه حتى تمكن من تفسير القرآن الكريم كاملا على العامة من سنة 1940 إلى سنة 1952 بالجامع المذكور. كان يحثّ تلامذته على النضال و الكفاح ضد الاحتلال الفرنسي و يساهم في جمع الأموال و شراء المؤن للمجاهدين في بلدة المغير. كان الشيخ حبه مرجعا في الفقه والتاريخ والأنساب بمنطقة الزيبان والمغير. أدرج عبد المجيد حبة في معجم البابطين لشعراء العربية في القرنين التاسع عشر و العشرين. 
توفي يوم السبت 21 ربيع الأول 1413 هـ الموافق 19 سبتمبر 1992 م.